# 라이프 오브 파이
라이프 오브 파이(Life of Pi)는 2012년 개봉한 미국의 모험 드라마 영화로, 맨 부커 상을 수상한 얀 마텔의 소설 《파이 이야기》를 원작으로 한다. 2013년 제85회 아카데미 시상식 총 11개 부문에 노미네이트되었고 그 중 감독상, 촬영상, 시각효과상, 음악상을 수상하여 4관왕에 올랐다.

## 캐스팅
- 파이:
  - Gautam Belur - 파이 (5)
  - Ayush Tandon - 파이 (13)
  - 수라즈 샤르마 - 피신 몰리토 "파이" 파텔 (16)
  - 이르판 칸 - 파이 (성인)
- 타부 - 기타 파텔, 파이의 어머니
- 아딜 후세인 - 산토시 파텔, 파이의 아버지
- 라비 파텔, 파이의 형:
  - Ayan Khan - 라비 (7)
  - Mohamed Abbas Khaleeli - 라비 (15)
  - Vibish Sivakumar 라비 (18)
- 레이프 스폴 - 작가
- Shravanthi Sainath - 아난디
- 제라르 드파르디외 - 요리사
- 안드레아 디 스테파노 - 사제

## 같이 보기
- 생존 영화